# Rano Raraku

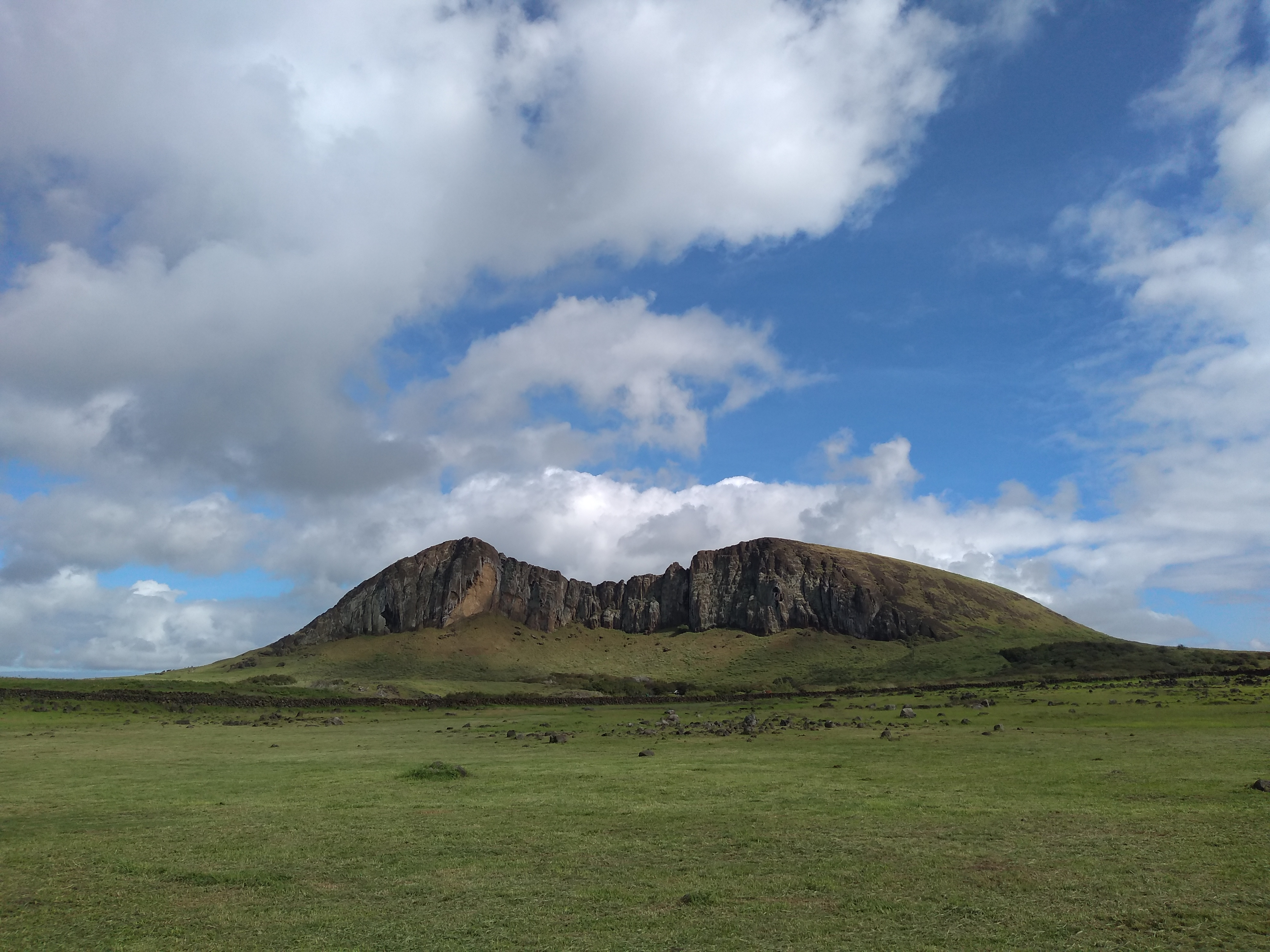
Der Rano Raraku

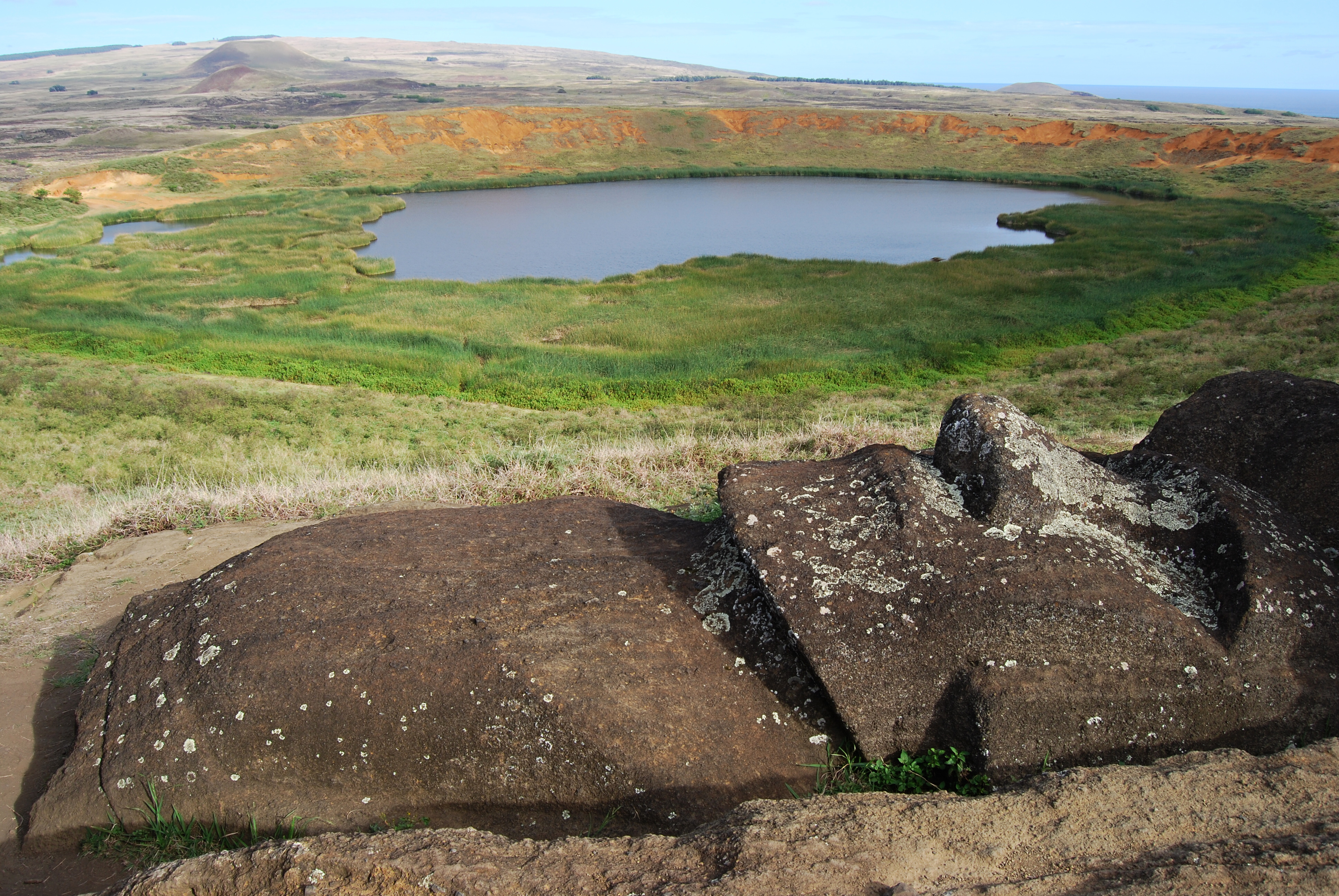
Der Kratersee des Rano Raraku

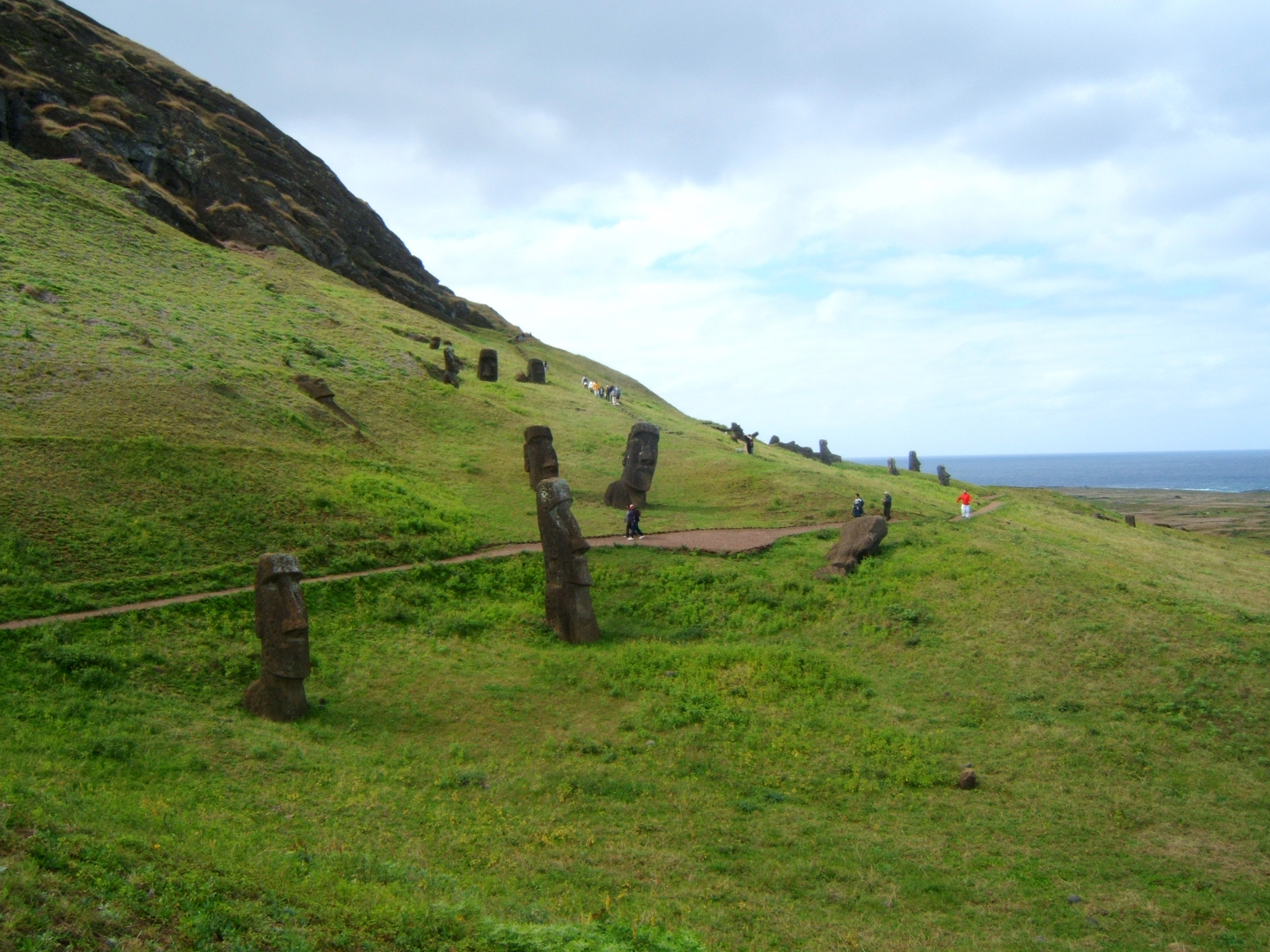
Statuen am äußeren Hang

Der Rano Raraku ist ein erloschener Vulkan, genauer ein Schlackenkegel, mit einer Höhe von bis zu 126 Metern im Südosten der Osterinsel. Besonders bekannt ist er als Produktionsstätte der gigantischen Steinfiguren (Moai) der Osterinsel.
Der Vulkan erhebt sich 14,7 km östlich von Hanga Roa übergangslos aus der grasbewachsenen Ebene. Der Südosthang des kegelförmigen Berges ist stellenweise erodiert. Die steile Abbruchkante ist durch Küstenerosion in geologisch erst kurz zurückliegender Zeit entstanden, als der Berg noch unmittelbar an der Küste lag und vom Meer angenagt wurde. Ein späterer Lavastrom des Maunga Terevaka veränderte die Küstenlinie, sodass der Rano Raraku jetzt ca. einen Kilometer vom Ozean entfernt ist.

## Gestein
Der Rano Raraku ist ein parasitärer Vulkan des Maunga Terevaka, der höchsten Erhebung der Osterinsel. Sein Gestein ist ein gelblich-brauner Tuff, der sich aus Fragmenten mit einer durchschnittlichen Korngröße von 2 bis 3 mm zusammensetzt. Die meisten sind aus Palagonit, einige jedoch auch aus schwarzem Glas. Das Gestein enthält Mikrophänokristalle die hauptsächlich aus basischem Andesin, aber in geringerer Menge auch aus Labradorit bestehen. Der Tuff lässt sich leicht bearbeiten, härtet jedoch allmählich aus, wenn er der Luft ausgesetzt wird.

## Kratersee
In dem ovalen Krater befindet sich ein Süßwassersee, der, einschließlich eines Sumpfgebiets an seinen Rändern, ca. 11 ha bedeckt.:5
Der Seespiegel liegt 83 m ü. M. und ist eines der wenigen offenen Gewässer der Osterinsel. Die Süd- und Ostufer sind dicht mit Totora-Schilf bewachsen. Auf der Oberfläche treiben ein bis zwei Meter dicke Schilfmatten, die, wie man aus dem Vergleich von Satellitenaufnahmen erkennen kann, vom Wind über den ganzen See getrieben werden, sodass sich dessen Oberfläche ständig verändert.
1958 legte man ein Röhrensystem an, um den See zur Wasserversorgung einer Schaffarm zu nutzen. Diese Maßnahme senkte den Wasserspiegel des Kratersees dauerhaft um etwa einen Meter auf 6 – 7 m Tiefe ab. In den 1970er Jahren hat der Rückbau der Entnahmestelle den Kratersee wieder in ein geschlossenes System überführt.
Der Seespiegel unterlag im Laufe der Jahrtausende mehrfach natürlichen Schwankungen, bis hin zum mehrmaligen, völligen Austrocknen in den letzten viertausend Jahren. Im September 2017 zum Beispiel betrug die maximale Tiefe nur ungefähr 1 m, im Januar 2018 war der See kurzzeitig fast vollständig verschwunden. Analysen der Wasserqualität zeigen, dass das Wasser einen relativ hohen Anteil von Magnesium und Kalzium aufweist.

## Steinbruch und Statuenherstellung
Siehe → Hauptartikel Moai
Der Rano Raraku diente über mehrere Jahrhunderte als bevorzugter Steinbruch für die Fertigung der bekannten Moai-Figuren auf der Osterinsel. Über 90 Prozent stammen von dort. An den Hängen des Berges – insbesondere am Südhang – sind immer noch die Steinbrüche zu sehen, aus denen fast alle Steinfiguren der Osterinsel kommen. Heute stehen 396 mehr oder weniger fertiggestellte Statuen in halber Höhe rund um den Kraterrand. Sie sind bis zur Schulter bzw. der Brustpartie ins Erdreich eingegraben. Auch an den inneren Hängen der Caldera stehen 21 Moai. Die Radiokarbondatierung von Holzkohleresten in Feuerstellen, die mit den Steinmetzarbeiten in Verbindung zu bringen sind, belegen, dass im Steinbruch über mehrere hundert Jahre, vom späten 15. Jahrhundert bis zum späten 18. Jahrhundert, gearbeitet wurde.:18
Aber die Rapanui nutzten in der klassischen Zeit der Osterinselkultur das Innere des Kraters, insbesondere den Südhang, auch als landwirtschaftliche Anbaufläche. Pollenanalysen haben gezeigt, dass dort Süßkartoffeln, Taro, Bananen und Flaschenkürbisse angebaut wurden. Das Mikroklima war günstig, die Erde war fruchtbar und der Kratersee stand für die Bewässerung zur Verfügung.:3 Pollenanalysen belegen, dass auch eine geringe Anzahl von Bäumen bzw. Sträuchern der Arten Sophora toromiro und Triumfetta semitriloba sowie die Osterinselpalme (Paschalococos disperta) vorkamen.:11
Heute sind die Anbauflächen verschwunden. Auch eine Wasserentnahme aus dem See ist nicht mehr erforderlich, da die Insel über eine zentrale Wasserversorgung aus Tiefbrunnen verfügt. Für Touristen zählt der Rano Raraku zu den Hauptsehenswürdigkeiten der Osterinsel.
Im Oktober 2022 entstand nach einer längeren Trockenperiode ein Großfeuer am Rano Raraku, das einige der am Berghang stehenden Moai beschädigte. Das Feuer brachte aber auch einen 1,60 m großen Moai zutage, der im Schilf des Kratersees verborgen und zuvor nicht bekannt war.